# Ca Pere-sans (Ascó)
Ca Pere-sans és un edifici d'Ascó (Ribera d'Ebre) que forma part de l'Inventari del Patrimoni Arquitectònic de Catalunya. Està situat al carrer Hospital.

## Descripció
És un edifici entre mitgeres de quatre crugies, amb el frontis compost simètricament segons quatre eixos. Consta de planta baixa, pis i golfes i té la coberta a dues vessants amb el carener paral·lel a la façana. S'hi accedeix per un portal d'arc de mig punt ceràmic amb brancals de pedra acarada, que es troba alineat amb la portalada del perxe que passa per sota la casa. Els finestrals del primer pis són d'arc pla i tenen sortida a un balcó de base motllurada. El ràfec està decorat amb una imbricació de teules i rajoles ceràmiques. El parament dels murs és de carreus escairats a la planta baixa i ceràmica mudèjar als pisos superiors. A l'interior s'hi conserven nombroses antiguitats, entre les quals destaquen les columnes gòtiques del castell d'Ascó.

## Història
Casa esmentada en 1289 en descriure les lluites entre els Entença de Móra contra els Montcada d'Ascó i els Templers, a Miscel·lània Històrica Catalana: "Entences y Templers a les muntanyes de Prades".Carreras Candi: "...Dormida la migdiada, Guillem de Montcada hagué parlament ab sos cavallers en presència de Sala -ambaixador reial- aplegant-se en una de les cases que a Ascó posseïa en Pere Xenç" [p. 290]. D'aquesta casa és descendent el Beat Pere Sans d'Ascó. Estan emparentats amb els Marc de Reus.